# Зеленчук Олександр Григорович
Олександр Григорович Зеленчук (нар. 30 серпня 1904, місто Ростов-на-Дону, тепер Ростовської області, Російська Федерація — 1955, місто Луганськ) — радянський партійний діяч, залізничник, 2-й секретар Кзил-Ординського обкому КП(б) Казахстану, секретар Миколаївського обкому КП(б)У, 3-й секретар Дрогобицького обкому КП(б)У.

## Життєпис
Народився в родині робітника. У 1918 році закінчив двокласне міське училище в місті Кам'янську на Донбасі.
У серпні 1918 — серпні 1920 року — учень ливарника чавунно-ливарного механічного заводу на станції Морозовській Донецької залізниці. У 1920 році вступив до комсомолу.
У серпні 1920 — липні 1927 року — учень слюсаря, слюсар, машиніст паровоза паровозного депо Донецької залізниці. У 1922 році закінчив вечірню професійно-технічну школу на станції Лихая.
Член РКП(б) з червня 1925 року.
У липні 1927 — квітні 1929 року — завідувач агітаційно-пропагандистського відділу, відповідальний секретар вузлового партійного комітету ВКП(б) на станції Лихая Донецької залізниці.
У квітні 1929 — лютому 1932 року — заступник начальника з масової роботи експлуатаційного району на станції Ліски Південно-Східної залізниці Центрально-Чорноземної області. У лютому 1932 — грудні 1934 року — заступник начальника служби тяги управління Південно-Східної залізниці у місті Воронежі.
У грудні 1934 — грудні 1935 року — студент Вищої школи професійного руху в Москві.
У грудні 1935 — червні 1936 року — партійний організатор кущової станції Джебел Ташкентської залізниці Туркменської РСР. У червні 1936 — червні 1937 року — заступник начальника політичного відділу відділення Ташкентської залізниці у місті Самарканді Узбецької РСР. У червні — грудні 1937 року — заступник начальника політичного відділу відділення Ташкентської залізниці в місті Андижані Узбецької РСР. У грудні 1937 — січні 1939 року — начальник політичного відділу 1-го відділення Ташкентської залізниці на станції Кзил-Орда Казахської РСР.
У січні 1939 — березні 1943 року — 2-й секретар Кзил-Ординського обласного комітету КП(б) Казахстану. У травні 1943 — березні 1944 року — секретар з кадрів Акмолинського обласного комітету КП(б) Казахстану.
У березні 1944 — жовтні 1945 року — секретар з кадрів Миколаївського обласного комітету КП(б)У.
У вересні 1945 — серпні 1948 року — слухач Вищої школи партійних організаторів при ЦК ВКП(б) у Москві.
27 вересня 1948 — 7 вересня 1950 року — 3-й секретар, секретар Дрогобицького обласного комітету КП(б)У.
У листопаді 1950 — березні 1951 року — в резерві ЦК КП(б)У в Києві.
У березні 1951 — 1955 року — начальник відділу кінофікації Ворошиловградського обласного управління культури.
Помер у липні 1955 року в місті Ворошиловграді (Луганську).

## Нагороди
- ордени
- медалі